# Author! Author!
Author! Author! (¡Autor, autor! en España y ¡Qué buena madre es mi padre! en Hispanoamérica) es una película de comedia dramática de 1982 dirigida por Arthur Hiller, escrita por Israel Horovitz y protagonizada por Al Pacino, Dyan Cannon y Tuesday Weld. La película, que es en cierta medida autobiográfica, se trata sobre problemas familiares y de relación de un escritor, mientras lucha por terminar de escribir una obra de teatro.

## Trama
El dramaturgo Ivan Travalian (Pacino) tiene una obra de Broadway en ensayos y los patrocinadores quieren reescribirla. Su esposa (Weld) lo abandona, dejándolo con cuatro niños de sus matrimonios anteriores además de su propio hijo. Y su actriz principal (Cannon) quiere mudarse con él pero no está acostumbrada a los hijos.

## Elenco
- Al Pacino - Ivan Travalian
- Dyan Cannon - Alice Detroit
- Tuesday Weld - Gloria
- Alan King - Kreplich
- Bob Dishy - Finestein
- Bob Elliott - Patrick Dicker
- Ray Goulding - Jackie Dicker
- Eric Gurry - Igor
- Elva Leff - Bonnie
- B. J. Barie - Spike
- Ari Meyers - Debbie
- Benjamin H. Carlin - Geraldo

## Producción
Para trabajar en este proyecto, Al Pacino rechazó ofertas para actuar en Kramer vs. Kramer, Ausencia de malicia y El príncipe de la ciudad.
Según contó el productor Irwin Winkler, el rodaje estuvo marcado por la mala relación entre Pacino y el director Arthur Hiller. El productor recordó: «Hacia el final de la primera semana, con todos aparentemente cómodos, Pacino le preguntó a Hiller acerca de cómo pensaba que debía interpretar cierta escena. Hiller le dijo a Al que Jack Lemmon (a quien había dirigido en The Out-of-Towners) podría hacer la escena y no necesitaría discutir cómo», lo que sorprendió tanto al actor como a Winkler. Tras dos semanas de rodaje, Hiller le pidió a Winkler que lo despidiese. Winkler afirmó: «Cuando le pregunté por qué no renunciaba, me dijo que si lo despedía le iban a pagar; si renunciaba, el estudio probablemente lo demandaría y por supuesto no cobraría». No obstante, la filmación continuó, con la presencia del guionista Israel Horovitz para reescribir algunas escenas.

## Recepción
En su reseña para The Globe and Mail, Jay Scott criticó las actuaciones de los niños actores: «La prole está compuesta por el grupo más atroz de niños actores exhibicionistas». Jack Kroll de la revista Newsweek escribió: «No hay nada más triste que una película que intenta ser adorable y no lo es. Author! Author! se esfuerza tanto que la pantalla parece sudar». En su reseña para The Washington Post, Gary Arnold criticó la actuación de Pacino: «La enloquecedora articulación de Pacino parece argumentar en contra de futuras aventuras en la comedia. Línea tras línea se ve oscurecida por su murmullo susurrante, y este discurso mutilado parece particularmente inapropiado en un personaje que se supone que es un dramaturgo». El filme tampoco entusiasmó a Roger Ebert que le dio dos estrellas sobre cuatro y lo llevó a preguntarse: «¿Qué está haciendo Pacino en este lío? ¿Qué está pasando con su carrera?».
La película recibió una candidatura a los premios Golden Raspberry en la categoría peor canción original por «Comin' Home to You». Por su actuación, Pacino estuvo nominado al Globo de Oro como mejor actor en una comedia o musical.